# Římskokatolická farnost Žerčice
Římskokatolická farnost Žerčice (lat. Zerczicium) je církevní správní jednotka sdružující římské katolíky na území obce Žerčice a v jejím okolí. Organizačně spadá do mladoboleslavského vikariátu, který je jedním z 10 vikariátů litoměřické diecéze. 

## Historie farnosti
Středověká farnost (plebánie) existovala v místě již v roce 1288. Tato plebánie zanikla za husitských válek. V letech 1621–1786 bylo území spravováno z Dobrovice. Kanonicky byla ve formě lokálie (lat. localia) obnovena v roce 1786. Od tohoto roku 1786 jsou v místě také vedeny matriky. Farnost (lat. parochia) byla zřízena roku 1854.

### Duchovní správcové vedoucí farnost
Začátek působnosti jmenovaného v duchovní správě farnosti od:
- 1380   Joannes
- 1396   Martinus
- 1403   Adamus z Počedělic
- 1409   Andreas
- 1592   Vitus
- 1621–1786 duchovní z farnosti – děkanství Dobrovice
- 1786   cap. loc. Florentin. Pittermann
- 1793   cap. loc. Dom. Pittermann, † 3. 10. 1819
- 1807   cap. loc. vacat
- 1807   cap. loc. Jos. Hoffmann, n. 5. 3. 1777 Neobolesl., o. 11. 9. 1801, † 23. 4. 1845
- 1812   cap. loc. Jos. Schmidt, † 9. 5. 1817
- 1817   cap. loc. Math. Dobrohlaw, n. 27. 9. 1781 Gitschin, o. 30. 8. 1806, † 24. 9. 1865
- 1833   cap. loc. vacat
- 1834   cap. loc. Jos. Janatka, n. 1. 3. 1795 Sobotka, o. 25. 8. 1818, † 17. 11. 1848
- 1845   cap. loc. vacat, admin. Franc. Pfeifer
- 1846   cap. loc. Franc. Pfeifer, n. 25. 11. 1812 Kunersdorf., o. 3. 8. 1838, † 19. 12.1865
- 1850   cap. loc. Jos. Kles, n. 20. 11. 1814 Neobolesl, o. 3. 8. 1838
- 1854   proto-par. (1. farář) Jos. Kles, n. 20. 11. 1814 Neobolesl, o. 3. 8. 1838, † 19. 8. 1874
- 1874   par. vacat, admin. interc. Wencesl. Viták
- 1875   Wencesl. Viták, n. 2. 4. 1819 Bukovina, o. 25. 7. 1845, † 30. 10. 1892
- 1876   Anton. Dolenský, n. 12. 8. 1841 Jesenei, o. 15. 7. 1868, †  10. 8. 1901
- 1894  Steph. Blažek, n. 1. 5. 1851 Dalovice, o. 15. 7. 1876, † 7. 1. 1930
- 1904   Mich. Hubař, n. 15. 1. 1865 Ruprechtice, o. 17. 7. 1892, † 17. 2. 1944
- 1915   Ign. Milčinský, n. 23. 7. 1883 Neobolesl., o. 14. 7. 1907, † 16. 9. 1972
- 1931   par. vacat, admin. interc. Antonín Holata
- 1. 10. 1943   Antonín Holata, n. 11. 6. 1888 Příkrý, o. 14. 7. 1912, † 2. 9. 1962
- 1. 6.  1959    Josef Němeček, admin. exc. z farnosti – děkanství Dobrovice
- 1. 9.  1986    Václav Vlasák, admin. exc. z farnosti – děkanství Dobrovice
- 1. 9.  1996    Štefan Bednár O.T., admin. exc. z farnosti – děkanství Dobrovice
- 1. 1. 2003 František Janíček, admin. exc. z farnosti – děkanství Dobrovice[3]

Kromě kněží stojících v čele farnosti, působili ve farnosti v průběhu její historie i jiní kněží. Většinou pracovali jako farní vikáři, kaplani, katecheté, výpomocní duchovní aj.

## Území farnosti
Do farnosti náleží území obce:
- Karlovec (místní část Ujkovic)
- Kladěruby (Kladerub)[p 2]
- Kobylnice (Kobilnitz)[p 2]
- Ledce (Ledetz)[p 2]
- Ovčáry
- Řehnice (Rechnitz)[p 2]
- Žerčice (Schertschitz)[p 2]

## Římskokatolické sakrální stavby a místa kultu na území farnosti
| | Fotografie | Stavba              | Místo   | Bohoslužby                      | Zeměpisné souřadnice            | Status       | Číslo kulturní památky                       |
| Kostel | Kostel     | Kostel              | Kostel  | Kostel                          | Kostel                          | Kostel       | Kostel                                       |
| --- | ---------- | ------------------- | ------- | ------------------------------- | ------------------------------- | ------------ | -------------------------------------------- |
| 1. |            | Kostel sv. Mikuláše | Žerčice | bližší informace o bohoslužbách | 50°22′26″ s. š., 15°2′3″ v. d.  | farní kostel | 29660/2-1773 (Pk•MIS•Sez•Obr•WD) (Q21150699) |
| Kaple |            |                     |         |                                 |                                 |              |                                              |
| 2. |            | Kaple Panny Marie   | Ledce   | bližší informace o bohoslužbách | 50°21′20″ s. š., 15°4′57″ v. d. | obecní kaple | —                                            |
| Některé drobné sakrální stavby a pamětihodnosti lze dohledat zde v databázi Drobné sakrální památky Zaniklé sakrální stavby lze dohledat zde v databázi Poškozené a zničené kostely, kaple a synagogy v České republice |            |                     |         |                                 |                                 |              |                                              |

## Příslušnost k farnímu obvodu
Z důvodu efektivity duchovní správy byl vytvořen farní obvod (kolatura) farnosti-děkanství Dobrovice, jehož součástí je i farnost Žerčice, která je tak spravována excurrendo.